# Káhirská univerzita
Káhirská univerzita, v letech 1908 až 1940 Egyptská univerzita, v letech 1940-1952 Univerzita krále Fuada I., je univerzita v Egyptě. Její hlavní areál je v Gíze. Založena byla 21. prosince 1908. Sídlo měla v různých částech Káhiry, v současném hlavním areálu v Gíze vznikla první budova, Filozofické fakulty, v říjnu 1929. Jde o druhou nejstarší vysokoškolskou instituci v Egyptě, po univerzitě al-Azhar. V roce 1925 se stala státní institucí. V současné době má přibližně 155 000 studentů zapsaných na 22 fakultách. Studovali na ní tři laureáti Nobelovy ceny, Naguib Mahfouz ji získal za literaturu, Jásir Arafat a Mohamed El Baradei za mír. Podle žebříčku ARWU z roku 2014 jde o nejlepší univerzitu v Egyptě, 401-500. nejlepší celosvětově.